# Christian Rossi
Pour les articles homonymes, voir Rossi.
Christian Rossi est un dessinateur et scénariste français de bandes dessinées, né le 31 décembre 1954 à Saint-Denis (Seine-Saint-Denis).

## Biographie
Christian Rossi étudie le dessin à l'école Estienne[Quand ?] et commence son parcours en 1973 par de courtes histoires — sous la houlette de Jijé — dans le magazine pour la jeunesse Formule 1 des éditions Fleurus, descendant de Cœurs vaillants et ancêtre de Triolo. Après son service militaire, il travaille un temps dans la publicité. Revenu à la bande dessinée à partir de 1977, il multiplie les participations à d'autres magazines de bande dessinée, pour le même éditeur (Djin, Historiques), pour Glénat (Circus en 1981, Gomme ! en 1982) ou pour les Éditions du Fromage (L'Écho des savanes en 1985). Il exerce également dans la presse en illustrant chez L'Obs, Okapi, Le Point, L'Écho des savanes, Je bouquine, France-Soir.
À partir de 1985, il s'associe avec Serge Le Tendre pour Les Errances de Julius Antoine. Christian Rossi reprend le dessin de la série Jim Cutlass à la suite de Jean Giraud, qui officie désormais au scénario. La série est prépubliée dans (À Suivre) et paraît en albums chez Casterman. En 1990 il entame Le Cycle des deux horizons chez les toutes jeunes éditions Delcourt, sur un scénario de Makyo.
Au début des années 2000, il élabore le storyboard et les esquisses de La Compagnie des glaces, adaptation en bande dessinée des romans de Georges-Jean Arnaud.

## Albums
- Le Maraudeur, scénario de Jean Sanitas, Dargaud, 1981
- Frédéric Joubert, scénario d'Henri Filippini, Glénat

1. Un taxi en enfer, 1981
2. Rapt en 24 images/seconde, 1982
3. Tempête sur Haïti, 1983

- Le Chariot de Thespis, scénario de Philippe Bonifay à partir du tome 3, Glénat.

1. Le Chariot de Thespis, 1982
2. L’Indien noir, 1984
3. Kathleen, 1986
4. La Petite Sirène, 1988

- Les Errances de Julius Antoine, scénario de Serge Le Tendre, Albin Michel

1. Léa, 1985
2. La Maison[2], 1987
3. Le Sujet, 1989

- Edmond et Crustave, scénario de Serge Le Tendre, Futuropolis, 1987
- Marque-pages (album collectif), Librairie Bédélire, 1989
- Le Cycle des deux horizons, scénario de Makyo, Delcourt

1. Jordan, 1990
2. Selma, 1991
3. Le Cœur du voyage, 1993

- Jim Cutlass, scénario de Jean Giraud, Casterman

1. L’Homme de la Nouvelle Orléans, 1991
2. L’Alligator blanc, 1993
3. Tonnerre au sud, 1995
4. Jusqu’au cou !, 1997
5. Colts, fantômes et zombies, 1998
6. Nuit noire, 1999

- Silence, on rêve (album collectif), Casterman, 1992
- La Gloire d'Héra, scénario de Serge Le Tendre, Casterman, 1996
- Capitaine La Guibole, scénario d’Enrique Sanchez Abuli, Albin Michel, 2000
- Tirésias, scénario de Serge Le Tendre, Casterman

1. L’Outrage, 2001
2. La Révélation, 2001

- Une folie très ordinaire, scénario de Christian Godard, Glénat

1. Lewis Anderson, 2002

- W.E.S.T. , scénario de Xavier Dorison et Fabien Nury, Dargaud
- Paroles de Verdun (collectif), Soleil, 2007
- Paulette Comète, scénario de Mathieu Sapin, Dargaud

1. Justicière à mi-temps, 2010
2. Reine des gangsters intérimaire, 2012

- Deadline, scénario de Laurent-Frédéric Bollée, Glénat), 2013
- XIII Mystery : Felicity Brown, scénario de Matz, Dargaud, 2015
- Le Cœur des Amazones, scénario de Géraldine Bindi, Casterman, 2018
- La Ballade du soldat Odawaa[3] (dessin), scénario de Cédric Apikian, Casterman, octobre 2019  (ISBN 978-2-203-17222-7)

## Récompense
- 1997 : prix Bonnet d'âne à Quai des Bulles[4].

### Documentation
- Patrick Gaumer, « Rossi, Christian », dans Dictionnaire mondial de la BD, Paris, Larousse, 2010 (ISBN 9782035843319), p. 738.
- Christian Rossi (interviewé par Ronan Lancelot), « L'Invité 2 : Christian Rossi », DBD, no 11 (cahier n°2),‎ juin 2001, p. 39-44.
- Entretiens avec Erik Svane dans Swof hors-série nº 2 (Spécial Westerns Charlier), printemps 2000, pp 82-88
- Jean-Pierre Fuéri, « La Ballade du soldat Odawaa : un cree dans la nuit », Casemate, no 130,‎ novembre 2019, p. 74.